# Höhlengebiet im Kleinen Deister
Höhlengebiet im Kleinen Deister este o arie protejată (arie specială de conservare — SAC, sit de importanță comunitară — SCI) din Germania întinsă pe o suprafață de 106,71 ha, integral pe uscat.

## Localizare
Centrul sitului Höhlengebiet im Kleinen Deister este situat la coordonatele 52°11′06″N 9°34′00″E / 52.185°N 9.5667°E.

## Înființare
Situl Höhlengebiet im Kleinen Deister a fost declarat sit de importanță comunitară în februarie 2006 pentru a proteja 1 specie de animale. Situl a fost protejat și ca arie specială de conservare în noiembrie 2018.

## Biodiversitate
Situată în ecoregiunea continentală, aria protejată conține 5 habitate naturale: Izvoare petrifiante cu formare de travertin (Cratoneurion), Pante stâncoase calcaroase cu vegetație casmofită, Peșteri inaccesibile publicului, Păduri de fag Asperulo-Fagetum, Păduri pe pante, grohotișuri și ravene de Tilio-Acerion.
La baza desemnării sitului se află o specie protejată de  mamifere: liliac comun (Myotis myotis).